# Горбенко Артур Іванович
Арту́р Іва́нович Горбе́нко (нар. 27 лютого 1964, м. Черкаси) — український військовослужбовець, генерал-лейтенант Збройних сил України, учасник бойових дій, учасник російсько-української війни, лицар ордену Богдана Хмельницького III ступеня (2012).

## Життєпис
Народився 27 лютого 1964 року в м. Черкаси.

### Освіта
Вища, магістр військового управління, магістр права, кандидат педагогічних наук. 
У 1981 році закінчив Київське суворовське військове училище, 1985 — Московське вище загальновійськове командне училище, 1996 — Академію Збройних Сил України із золотою медаллю.

### Військова служба
У 1985—1990 роках проходив військову службу командиром розвідувального взводу, командиром розвідувальної роти мотострілецького полку гвардійської мотострілкової дивізії Північної групи військ. 1990—1992 — командир кулеметної роти, начальник штабу — заступник командира окремого кулеметного артилерійського батальйону окремого кулеметно-артилерійського полку Забайкальського військового округу.
Згодом проходив службу на посадах начальника штабу — заступника командира горно-десантного батальйону (1992—1993) та командира навчального батальйону (1993—1994) учбового центру підготовки спеціалістів аеромобільних військ; заступника командира бригади окремої аеромобільної бригади (1996—1998) Прикарпатського військового округу.
1998 року призначений командиром полку, механізованого полку механізованої дивізії армійського корпусу; 1998—2002 — начальник штабу — перший заступник командира дивізії механізованої дивізії армійського корпусу Західного оперативного командування.
Протягом 2002—2004 років був командиром дивізії, аеромобільної дивізії Південного оперативного командування.
2004 року призначений на посаду начальника Чопського прикордонного загону. 2004—2005 — перший заступник начальника управління — начальник штабу, 2005—2008 — начальник Східного регіонального управління; 2008—2014 — начальник Західного регіонального управління Державної прикордонної служби України.
6 серпня 2008 року призначений заступником Головного прикордонного уповноваженого на українсько-польській, українсько-словацькій, українсько-угорській та українсько-румунській ділянках державного кордону.

### Російсько-українська війна
З червня по вересень 2014 року брав участь у бойових діях на Сході України[джерело?]. Керував діями прикордонних підрозділів, які вели бойові дії вздовж лінії державного кордону України, а також організовував та керував виходом підрозділів із оточення[джерело?]. Учасник бойових дій.
Протягом десяти років перебував на пенсії, відтак не брав участі у бойових діях в зоні проведення АТО/ООС. З початком російського вторгнення у 2022 році, був повернутий на військову службу. З березня 2022 року — командир 125 ОБр ТрО Сил ТрО Збройних Сил України.
З вересня 2022 року підрозділи 125 ОБр ТрО брали активну участь у боях на східному напрямку України: Слобожанський контрнаступ (2022), Битва за Бахмут (2023), Битва за Донбас (2023), Бої за Кремінну (2023). Спільно з іншими підрозділами Сил оборони України бригада здійснювала визволення різних населених пунктів, включаючи села Озерне, Діброва, смт Ямпіль та село Торське. В період з 6 вересня по 2 жовтня 2022 року підрозділи бригади брали участь у боях та звільнення території України під час Слобожанського контрнаступу Збройних Сил України.
З травня 2022 року 125 ОБр ТрО в складі оперативного угруповання військ здійснювала оборону м. Харкова. Горбенко керував бойовими діями підпорядкованих підрозділів у визначеній смузі відповідальності вздовж державного кордону України з російською федерацією. Підрозділи бригади виконували завдання з нанесення вогневого ураження противника, розвідки, протиповітряної оборони та інженерного обладнання позицій у смузі оборони бригади, виконують протидиверсійні заходи. Воїни 125 обр ТрО виявили високу ефективність, мужність і відвагу у бойових діях та під час виконання спеціальних завдань, під час яких, знищили до 15 осіб противника, знищили (пошкодили) 28 одиниць озброєння та військової техніки, 7 БпЛА типу «Шахед» та не допустили проникнення на територію України 12 диверсійно-розвідувальних груп. За цей час 56 військовослужбовців бригади були відзначені державними нагородами та 293 відомчими.
17 червня 2024 року було оголошено, що командир 125 ОБр ТрО генерал-лейтенант Артур Горбенко йде з посади, проте буде продовжувати військову службу у складі Збройних Сил України.
20 січня 2025 року ДБР затримало Артура Горбенка. За версією слідства, маючи інформацію про підготовку наступальних дій росіян, він не довів її до підлеглих, не забезпечив максимальну мобілізацію та присутність всього особового складу бригади, у тому числі офіцерів, на своїх позиціях.
22 січня 2025 року Печерський районний суд міста Києва оголосив запобіжний захід колишньому командирові 125 окремої бригади ТрО Артурові Горбенку, який фігурує у справі про провал оборони Харківщини. Його відправили під варту на 2 місяці з правом внесення  застави у 25 млн грн.

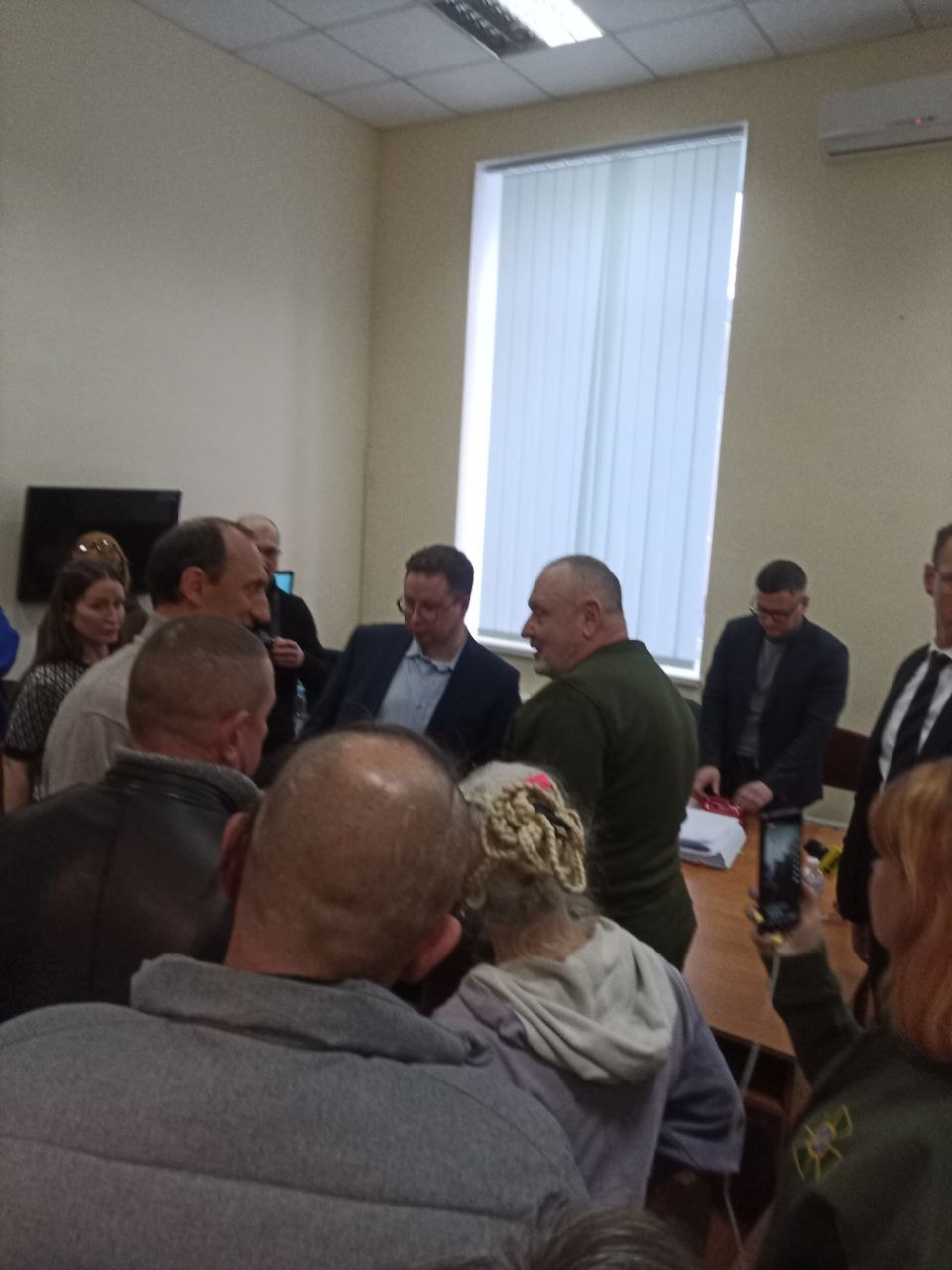
Полковник Червінський разом зі своєю групою підтримки висловлює підтримку генерал-лейтенанту Горбенко в Печерському районному суді м. Києва 18.03.2025

Військові 125-ї ОБрТрО та мер Львова заступилися за генерала Артура Горбенка. У бригаді висловили обурення щодо публічних звинувачень і ставлення до бойових офіцерів до завершення судового процесу. За опублікованим повідомленням бригада тримала значний шматок кордону невеликою кількістю людей, проте командир гідно виконував командування наявними військами 
Кандидат юридичних наук, доцент, генерал-лейтенант Григорій Омельченко виконав юридичний розбір висунутих проти генерала Горбенка звинувачень і вказав на їх повну юридичну безграмотність і численні порушення Конституції та законів України. Зокрема були порушені конституційне право на презумпцію невинуватості (стаття 62 Конституції) і стаття 43-1 Кримінального кодексу України. У статті 43-1 сказано:
|  | 1. Не є кримінальним правопорушенням діяння (дія або бездіяльність), вчинене в умовах воєнного стану або в період збройного конфлікту та спрямоване на відсіч та стримування збройної агресії Російської Федерації або агресії іншої країни... |

## Родина
Одружений, має двох доньок.

## Нагороди
- орден Богдана Хмельницького III ступеня (5 липня 2012) — за значний особистий внесок у підготовку і проведення в Україні фінальної частини чемпіонату Європи 2012 року з футболу, успішну реалізацію інфраструктурних проектів, забезпечення правопорядку і громадської безпеки під час турніру, піднесення міжнародного авторитету Української держави, високий професіоналізм[11];
- Медаль “Захиснику Вітчизни”;
- Медаль “За бойові заслуги”;
- Подяка Кабінету Міністрів України;
- Відзнака Міністерства оборони України “Вогнепальна зброя”;
- Інші відомчі відзнаки та медалі;
- Подяка від Голови Верховної ради України — за період оборони м. Харків;
- Медаль Міністерства оборони України “Хрест Сил територіальної оборони” — за особисту мужність, вміле керівництво бригадою.;
- Почесний нагрудний знак Головнокомандувача ЗС України “Сталевий хрест”;
- Знак командувача Сил ТрО ЗС України.

## Військові звання
- генерал-лейтенант (20 серпня 2008)[12];
- генерал-майор (23 серпня 2005)[13];
- полковник[13].